# Đám mây cung

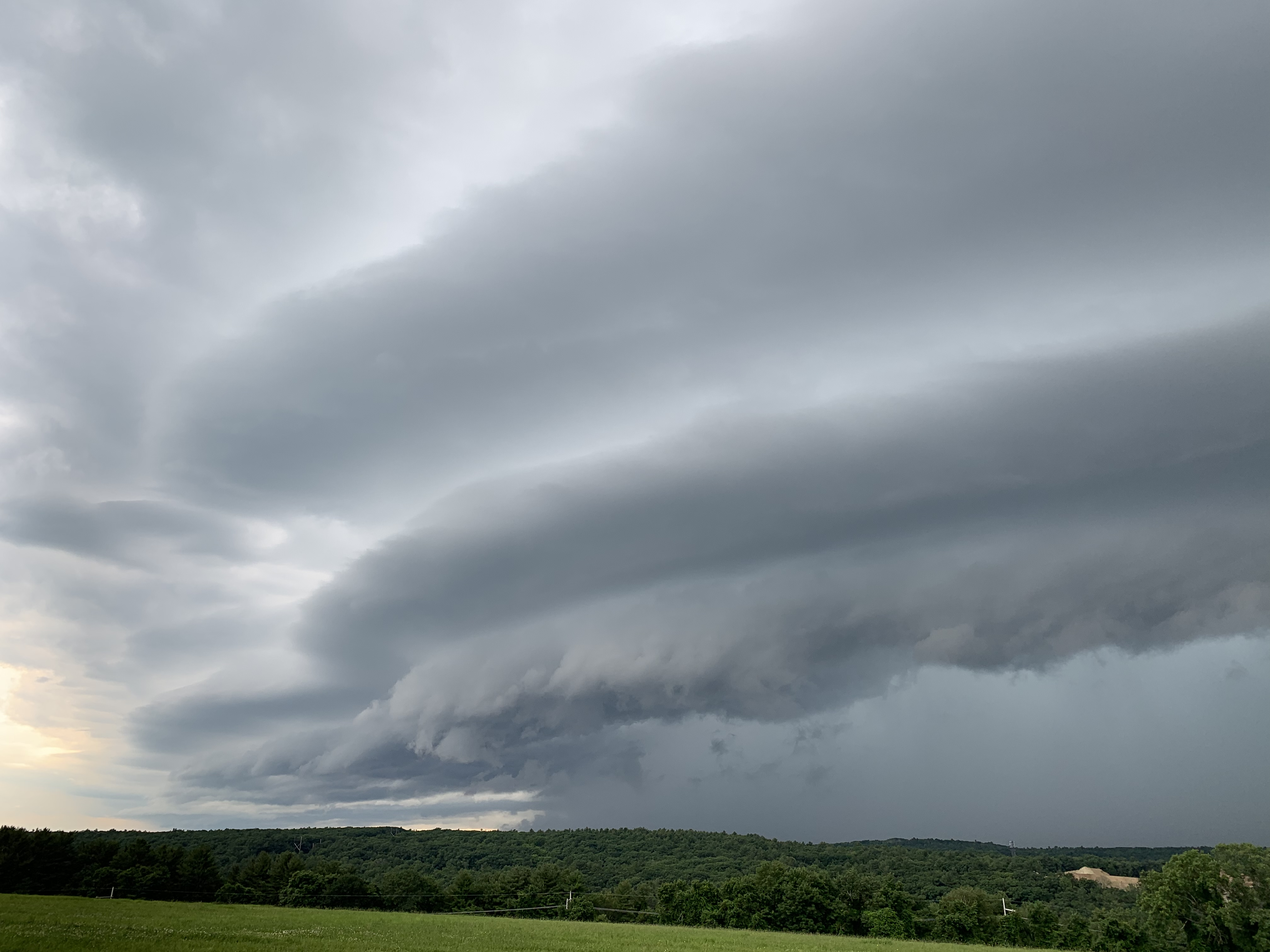
Một đám mây thềm có sọc, được nhìn thấy ở Massachusetts vào tháng 7 năm 2022.

Một đám mây cung hay mây sóng thần (tiếng Anh: Arcus cloud) là một dạng mây thấp, nằm ngang, thường xuất hiện dưới dạng mây phụ của đám mây vũ tích (cumulonimbus). Có hai loại chính của đám mây cung là đám mây thềm và đám mây cuộn. Chúng thường hình thành dọc theo rìa trước hoặc gió giật của các cơn dông; một số hình dạng cung đánh dấu rìa gió giật của các hệ thống đối lưu tạo ra hiện tượng derecho. Đám mây cuộn cũng có thể xuất hiện mà không cần có cơn dông, hình thành dọc theo các luồng không khí lạnh nông ở ranh giới của gió biển hoặc các đợt không khí lạnh.

## Loại

### Đám mây thềm
Đám mây thềm là một đám mây cung thấp, nằm ngang, hình nêm. Đám mây thềm thường gắn liền với phần đáy của đám mây mẹ, thường là đám mây dông, nhưng cũng có thể hình thành trên bất kỳ loại đám mây đối lưu nào. Ở phần phía trước (bên ngoài) của đám mây thềm, có thể thấy sự chuyển động của không khí đang dâng lên, trong khi phần phía dưới thường trông hỗn loạn và bị gió làm xáo trộn. Không khí mát, chìm từ dòng khí giáng của một đám mây dông lan rộng ra trên mặt đất, với phần rìa phía trước được gọi là gió giật phía trước. Dòng không khí này cắt ngang không khí ấm đang bị hút vào dòng khí lên của cơn bão. Khi không khí mát hơn ở bên dưới nâng không khí ấm và ẩm lên, nước ngưng tụ, tạo ra một đám mây thường có hình dạng cuộn do ảnh hưởng của cắt gió ở trên và dưới (gió đứt).
Những người quan sát một đám mây thềm có thể nhầm tưởng rằng họ đang nhìn thấy một đám mây tường. Đây là một quan niệm sai lầm, vì đám mây thềm khi tiếp cận trông giống như một bức tường được tạo thành từ mây. Đám mây thềm thường xuất hiện ở rìa phía trước của cơn bão, trong khi đám mây tường thường nằm ở phía sau của cơn bão.
Trước khi gió giật mạnh, phần thấp nhất của rìa phía trước của đám mây thềm sẽ trở nên rách nát và được lót bằng các đám mây fractus đang dâng lên. Trong những trường hợp nghiêm trọng, sẽ có các xoáy dọc theo rìa, với những khối mây xoắn di chuyển nhanh và có thể chạm đất, hoặc đi kèm với bụi bốc lên. Một đám mây thềm rất thấp đi kèm với các dấu hiệu này là sự cảnh báo cho thấy một cơn gió mạnh với sức tàn phá cao có khả năng đang đến gần. Một ví dụ điển hình của hiện tượng này là một cơn lốc xoáy ngắn (gustnado).

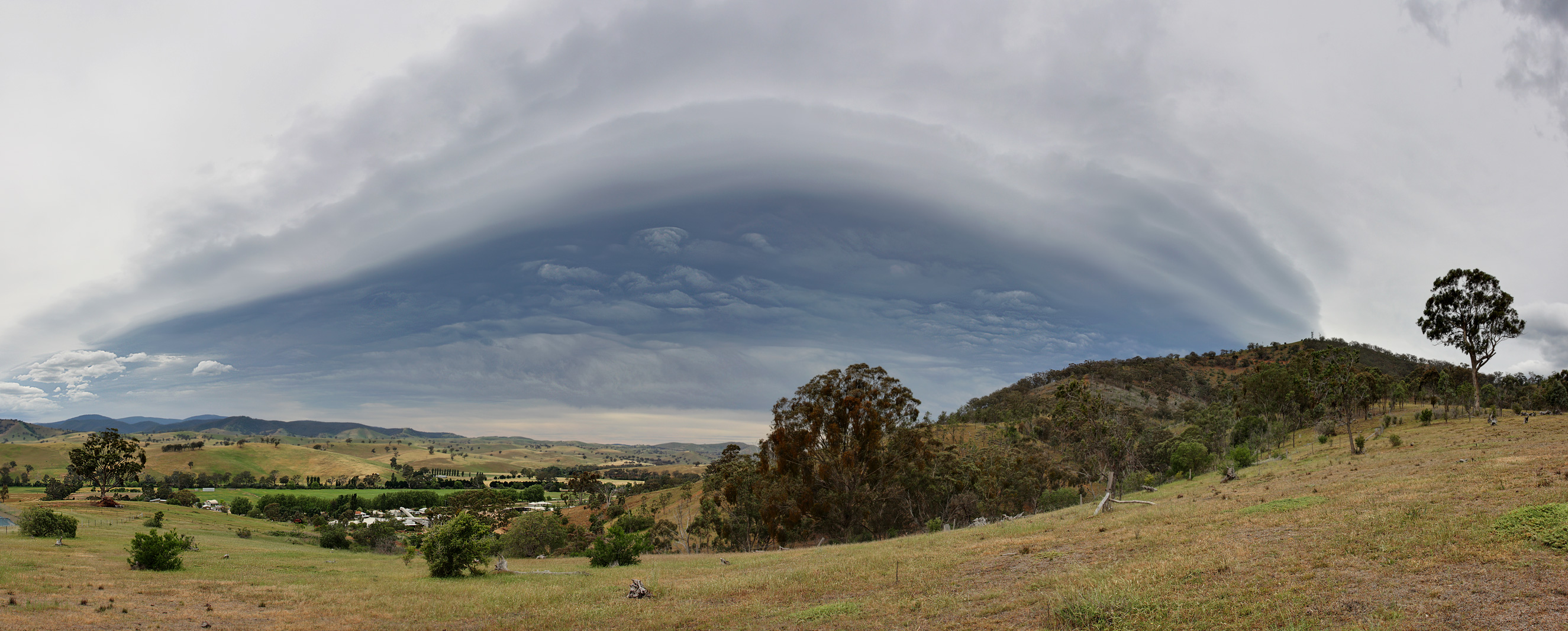
Mặt dưới của đám mây thềm yếu.
Mây thềm trong dông ở Pondicherry, Ấn Độ.
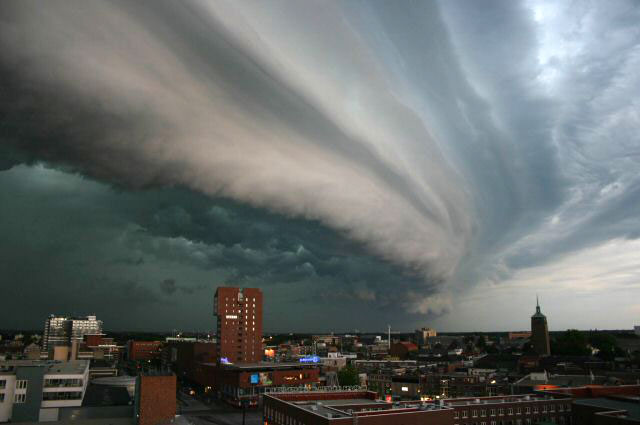
Một đám mây thềm ở Enschede, Hà Lan
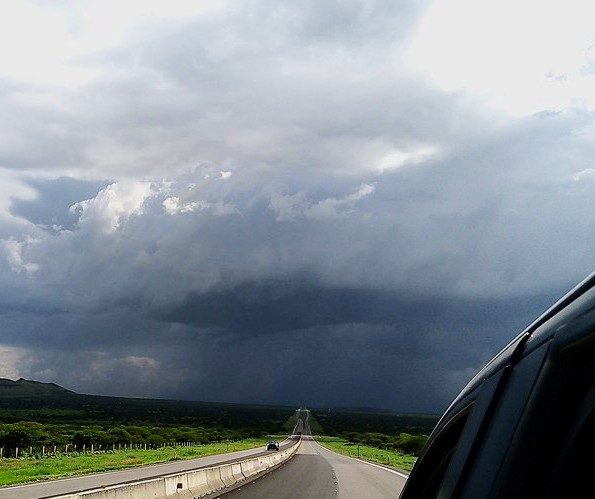
Mây thềm ở Durango, Mexico

### Đám mây cuộn
Một đám mây cuộn (tên trong Cloud Atlas là volutus) là một loại đám mây hiếm gặp, có hình ống, nằm ngang và thấp. Chúng khác với đám mây thềm vì hoàn toàn tách biệt với các phần mây khác. Đám mây cuộn thường trông như đang "cuộn" quanh một trục nằm ngang. Đây là một dạng sóng đơn độc được gọi là soliton, một loại sóng chỉ có một đỉnh duy nhất và di chuyển mà không thay đổi tốc độ hay hình dạng. Hiện tượng cuộn này là do sự thay đổi về tốc độ và hướng của gió theo độ cao (hiện tượng cắt gió).
Một trong những hiện tượng nổi tiếng nhất của đám mây cuộn là đám mây Morning Glory ở Queensland, Úc, có thể xuất hiện tới bốn trong mười ngày vào tháng Mười. Một trong những nguyên nhân chính của đám mây Morning Glory là sự lưu thông ở quy mô trung bình, liên quan đến gió biển phát triển trên bán đảo Cape York và vịnh Carpentaria. Những đám mây cuộn ven biển như vậy đã được nhìn thấy ở nhiều nơi, bao gồm California, eo biển Anh, quần đảo Shetland, bờ biển Biển Bắc, các vùng ven biển của Úc và Nome, Alaska.
Tuy nhiên, các hiện tượng tương tự cũng có thể được tạo ra bởi các luồng không khí giáng từ cơn dông hoặc một đợt không khí lạnh đang tiến tới, và không chỉ xuất hiện ở các vùng ven biển. Chúng đã được báo cáo ở nhiều địa điểm trong đất liền, bao gồm Kansas.
Đám mây cuộn không liên quan đến đám mây phễu hoặc vòi rồng, vì chúng là một xoáy ngang.

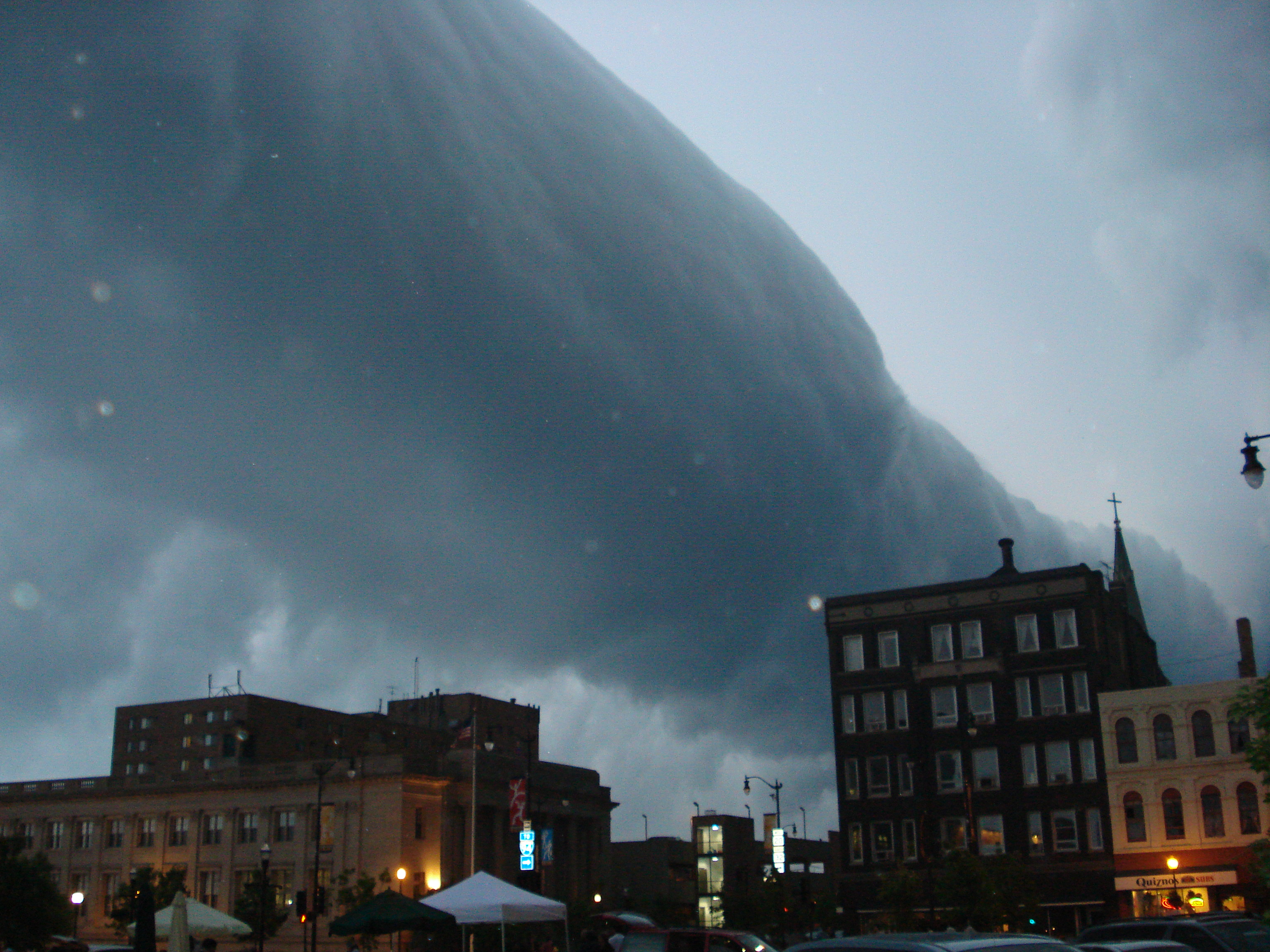
Đám mây cuộn kết hợp cơn dông mạnh ở Racine, Wisconsin, Hoa Kỳ
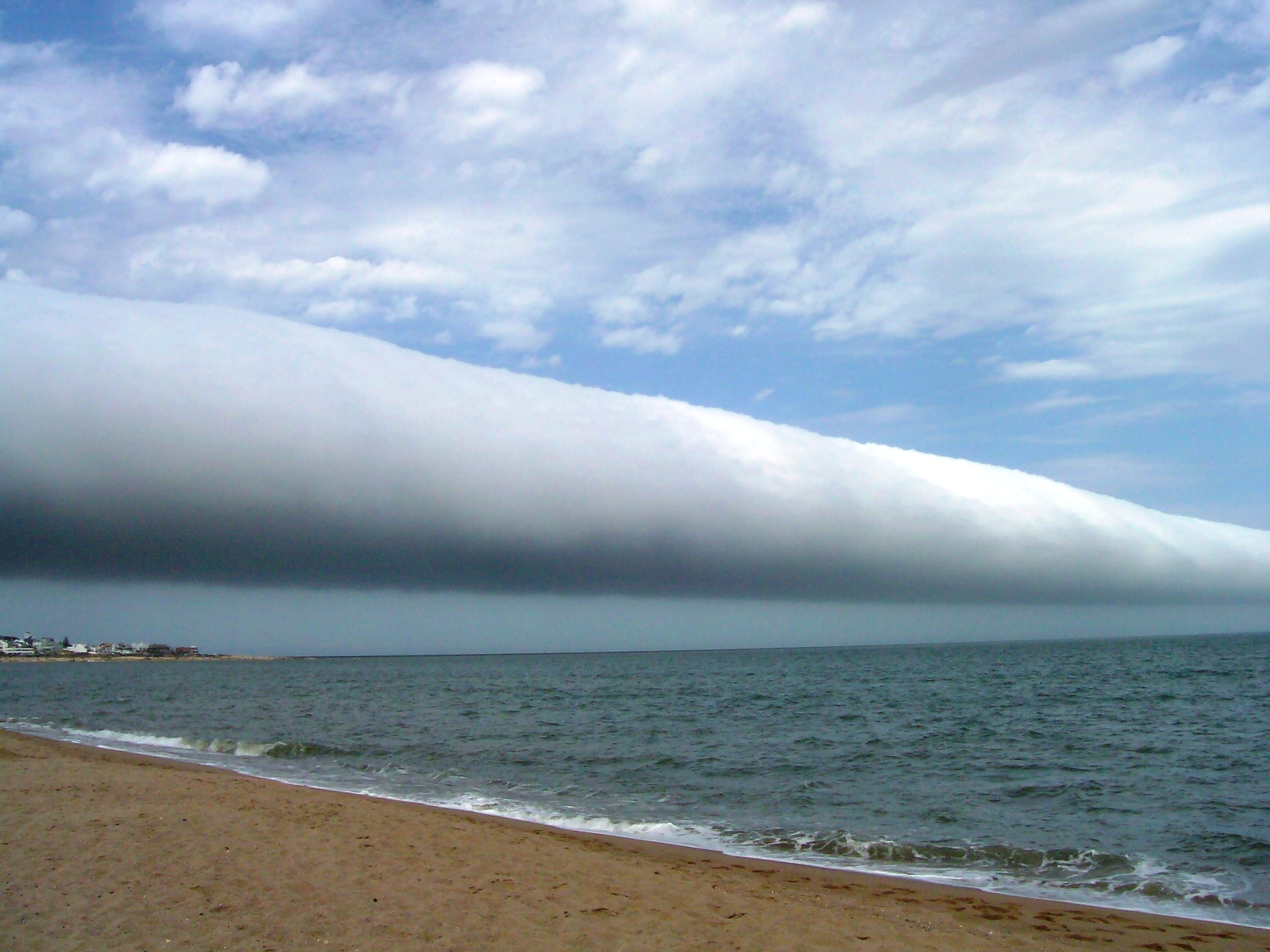
Đám mây cuộn ở biển ở Punta del Este, Maldonado, Uruguay, loại này còn được gọi là Volutus
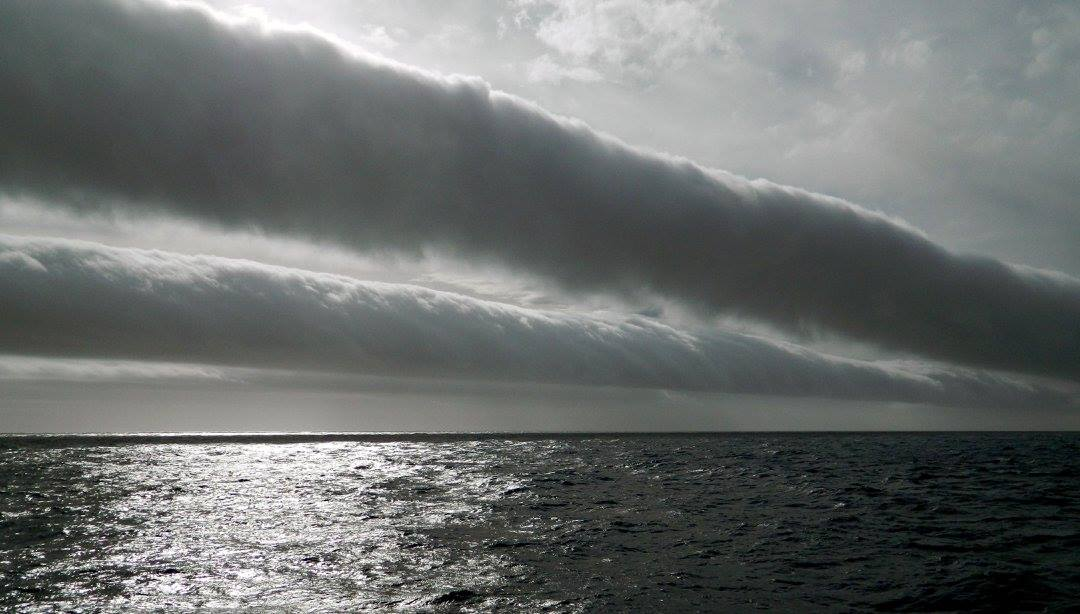
Chuỗi mây cuộn ở eo biển Drake của Nam Đại Dương
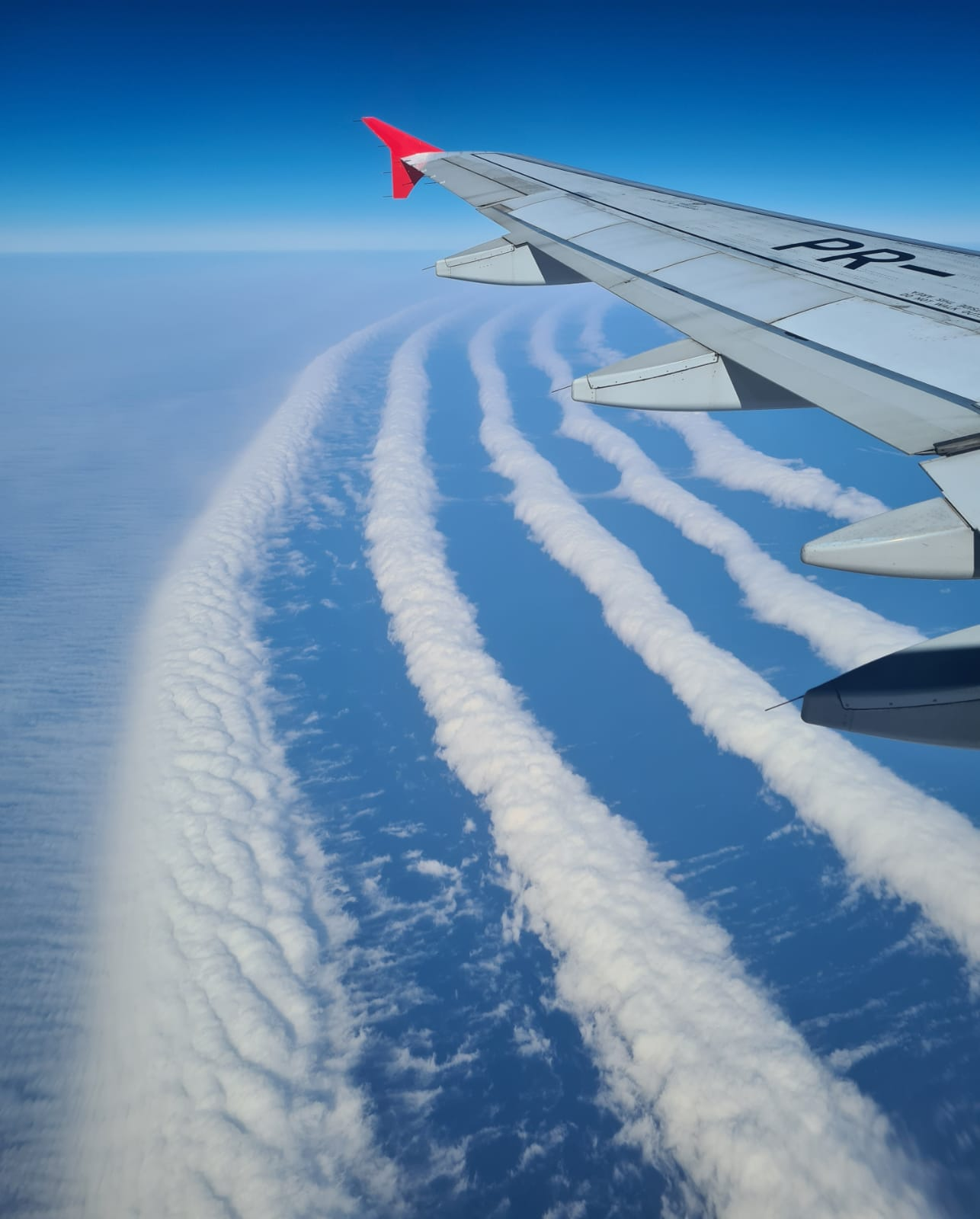
Mây cuộn ở nam Brazil.